# Središče ob Dravi
Središče ob Dravi là một khu tự quản (tiếng Slovenia: občine, số ít – občina) trong vùng Podravska của Slovenia. Središče ob Dravi có diện tích 32.7 km2, dân số là theo điều tra ngày 31 tháng 3 năm 2002 là 2193 người. Thủ phủ khu tự quản Središče ob Dravi đóng tại Središce ob Dravi.